# Seznam historických jednotek
Toto je seznam historických jednotek.

## A

### Abas
Abas je stará perská jednotka hmotnosti používaná pro perly. V 18. a 19. století byla přepočítávána jako 7/8 karátu (t. j. 0,875 karátu) nebo tři a půl zrna (grain), v současnosti jako 0,91 karátu (což v přepočtu z metrických karátů činí 0,182 gramu).

### Achane
Achane je starověká jednotka objemu. Její hodnota činila přibližně 2400 l.
Převodní vztahy:
- v Babylonii 1 achane = 2,34 m³ = 60 efa
- v Persii 1 achane = 2,34 m³ = 1920 kapetis = 72 maris = 40 artaba
- ve Spartě 1 achane = 2,362 m³ = 1440 choinix

### Ačá
Ačá je stará mongolská jednotka objemu.
Převodní vztahy:
1 ačá = 103,6 l = 2000 alga

### Adarme
Adarme je stará jednotka hmotnosti používaná v některých španělsky mluvících zemích. Její hodnota činí přibližně 1,8 g, případně 3,6 g.
Převodní vztahy:
- Španělsko, Argentina, Bolívie, Guatemala, Chile, Kuba, Peru, Venezuela = 1 adarme = 1,797 g = 1/256 kastilské libry
- v lékárenství ve Španělsku = 1 adarme = 3,594 g = 1/96 lékárenské libry
- v lékárenství v Argentině = 1 adarme = 3,589 g = 1/96 lékárenské libry

### Addix
Addix je stará jednotka objemu používaná v antickém Řecku. Její hodnota činila přibližně 3,604 l.

### Ağaç
Ağaç je stará jednotka délky používaná v Turecku. Její hodnota je 5010 m nebo také 5334 m - v tom případě 1 Ağaç = 3 berri.

### Agra
Agra je stará jednotka hmotnosti používaná v Uzbekistánu. Její velikost činila přibližně 61 g.

### Ahm
Ahm je stará jednotka objemu používaná v Německu. Její hodnota se pohybovala od 130 l do 180 l v závislosti na různých částech Německa.

### Aime
Aime je stará jednotka objemu používaná v Belgii.
1 Aime = 137,5 l = 1/6 foudre.

### Aki
Aki je stará jednotka hmotnosti používaná v Libérii Její hodnota činí přibližně 1,274 g.

### Akid
Akid je stará jednotka délky používaná v Iráku Její hodnota je přibližně 50,3 mm.

### Akov
Akov je stará jednotka objemu používaná v Srbsku. Nejprve se tato jednotka používala pro odměřování vína, poté dalších tekutin.
Převodní vztahy:
- 1 akov = 56,61 l = 40 oka = 160 satlijk,

### Alabi
Alabi je stará jednotka délky používaná v Etiopii. Její hodnota činí přibližně 0,8 m.

### Alada
Alada je stará jednotka hmotnosti používaná v Uzbekistánu. Její hodnota činila přibližně 16 g.

### Ald
Ald je stará jednotka délky používaná v Mongolsku. Její hodnota činila přibližně 1,6 m. Odpovídala také čínské jednotce pu.
- Převodní vztahy
  - 1 ald = 1,6 m = 1/2 chos ald.

### Alen
Alen je stará jednotka délky, která je přibližně podobná české délce loket. Přibližná hodnota činí 0,5 až 0,7 m.
Převodní vztahy:
- v Dánsku = 1 alen sjaellandsk = 0,6277 m = 2 fod = 4 kvarter sjaellandsk
- v Grónsku, na Islandu a Faerských ostrovech = 1 alen = 0,571 m = 2 fisk = 4 pund = 1/3 favn
- v Norsku = 1 alen = 0,553 m. Také zde byla používána podobná jednotka s názvem tumalalen, jejíž velikost činila 0,474  m.

### Alga
Alga je stará mongolská jednotka objemu.
Převodní vztahy:
1 alga = 0,0518 l = 1/2000 ačá.

### Alma
Alma je stará jednotka objemu používaná v Portugalsku, Španělsku a Turecku. Její hodnota činila 5,205 l.

### Almud
Almud je stará jednotka hmotnosti, objemu i obsahu. Používána byla v zemích s vlivem španělštiny a portugalštiny. Její jazykové varianty jsou rovněž alemina, almade, almonde či almuersa. Toto pojmenování vychází z arabského slova al-mudd.

Převodní vztahy pro hmotnost:
- v Mexiku = 1 almud = 20 kg = 4 barsellana = 1/2 quartilla (této jednotky používal indiánský kmen Tzeltal pro hmotnostní kukuřice)

Převodní vztahy pro objem:
- na Beleárských ostrovech = 1 almud = 1,954 l = 1/36 cuartera
- v Brazílii = 1 almud = 16,54 l
- v Chile = 1 almud = 8,082 l = 1/12 fanega
- na Madagaskaru = almud = 17,7 l
- v Mexiku = 1 almud = 7,568 l, 4,625 l nebo 1,76 l
- v Paraguayi = 1 almud = 24 l
- v Portugalsku = 1 almud = 16,95 l = 1/25 pipa = 1/50 tonel = 2 pote = 12 canhada = 48 quartilho; této jednotky bylo používáno také pro objem vína, který na Madeiře činil 17,39 l  a v Portu 25,36 l
- ve Španělsku = 1 almud = 4,624 l = 1/12 Fanega (kastilská)

Převodní vztahy pro obsah:
- v Argentině = 1 almud = 3303 m² = 1/2 fanegada
- v Mexiku = 1 almud = 3502 m²
- ve Španělsku = 1 almud = 3220 m² 4608 čtvereční vara

### Alquere
Alquere je stará jednotka objemu a obsahu. Používána byla v zemích s vlivem portugalštiny. 
- Převodní vztahy pro objem:
  - na Azorských ostrovech = 1 alqueire = 11,98 l = 2 meio = 4 quarto
  - v Brazílii = 1 alqueire = 36,36 l = 4 maquia; v různých provinciích se dále tato hodnota pohybuje různě v rozmezí 40 až 128 l
  - v Portugalsku se alqueire používá rozdílně pro kapaliny kde činí 8,37 l a pro sypké látky, kdy hodnota 1 alqueire činí 13,8 l a dále se dělí na 16 maquia = 8 oitava = 4 quarto = 2 meio =  1/4 fanega = 1/60 moio

### Altmaß, Altmass
Altmaß (případně Altmass) je stará jednotka objemu používaná v Německu pro vykvašené staré víno. Její hodnota činila 1,793 l a tvořila 1/80 jednotky ahm.

### Amat
Amat je stará jednotka hmotnosti používaná v Indonésii. Do češtiny se dá přeložit jako moc nebo hodně.
Velikost 1 amat činí 123,5 kg a dělí se na 2 pikul.

### Ammat
Ammat je stará jednotka délky používaná v Babylonii. Její velikost činila 0,526 m.
Převodní vztahy:
- 1 ammat = 30 uban = 6 qat = 1/6 qanú = 1/36 sos = 1/1080 parasang = 1/2160 kaspu.

### Amole

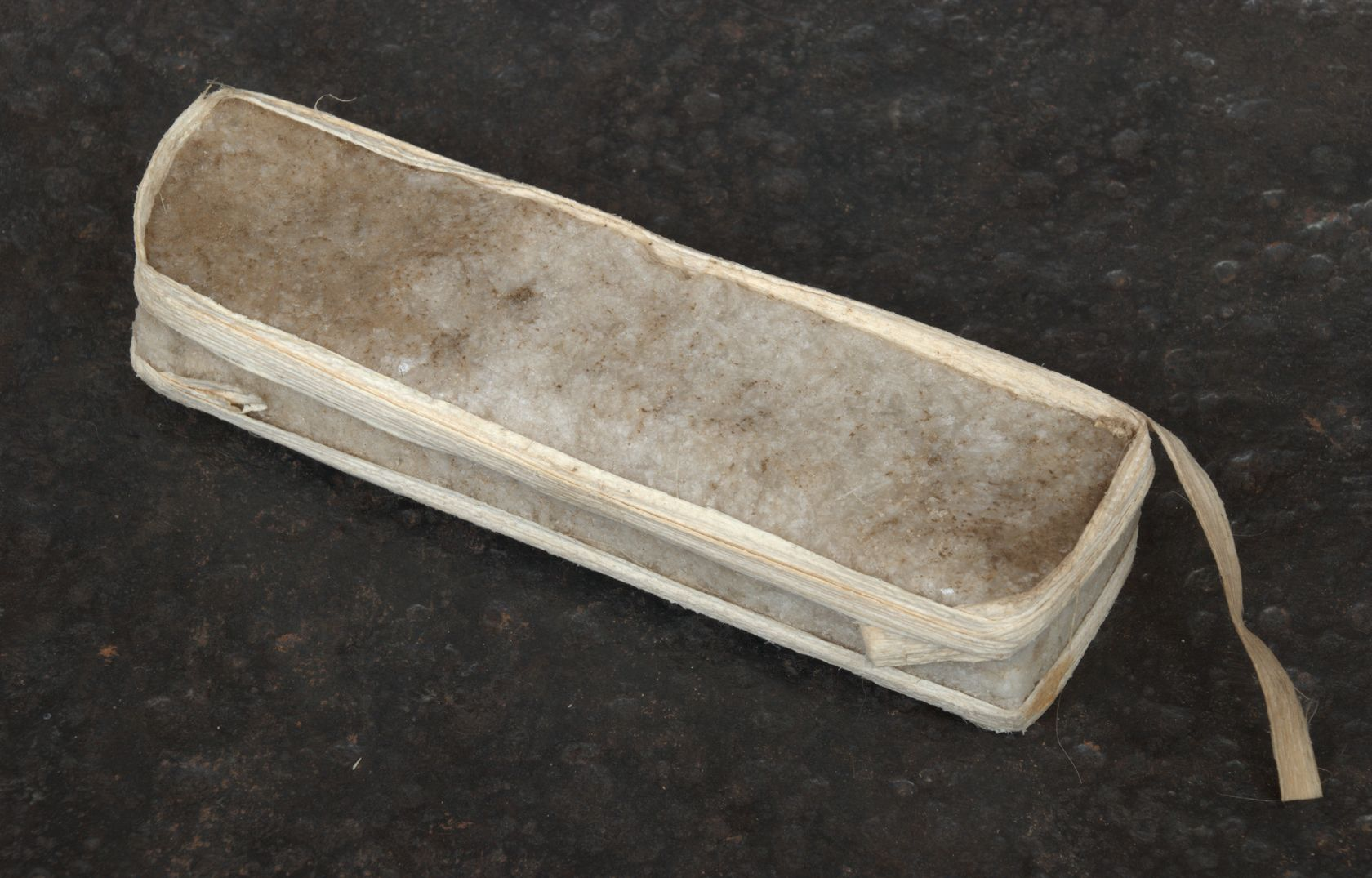
Tyčinka soli – Amole

Amole je stará jednotka hmotnosti požívaná v Etiopii. Její velikost činila přibližně 640 g.
Ještě do poměrně nedávné doby (do počátku 20. století) se v Etiopii užívalo placení tyčinkami soli právě o této hmotnosti.

### Angošt
Angošt je stará jednotka délky používaná v Indii. Její velikost činila 2,032 cm.

### Angulí
Angulí je stará jednotka délky používaná v Indii. Její hodnota činila přibližně 0,02 m. V Bengálsku byla její hodnota 0,01905 m a tvořila 1/48 jednotky gaz.

### Angusta
Angusta je stará jednotka délky používaná ve starověku v perské říši. Svojí velikostí je podobná jednotce palec.
Převodní vztahy
1 angusta = 2,72 cm = 1/10 vitasti.

### Anker
Anker je stará jednotka hmotnosti a objemu používaná ve různých zemích severní a západní Evropy. Jako jednotka objemu byla používána pro kapaliny, nejčastěji pro víno.

Převodní vztahy pro hmotnost:
- v Holandsku 1 Anker = 30 Kg.

Převodní vztahy pro objem:
- v Dánsku 1 Anker = 38,64 l případně 37,44 l = 1/48 fad vin.
- v Německu 1 Anker = 41,67 l = 1/24 Fuder; v jednotlivých historických zemích Německa se pak jednotlivé velikosti lišily. V Prusku se 1 Anker rovnal 34,35 l; v Sasku 38,36 l.
- ve Švédsku 1 Anker = 39 l nebo 39,26 l = 1/4 åm

### Antal
Antal je stará jednotka objemu používaná v Maďarsku pro víno. Používáno bylo také pojmenování malý tokajský sud. Hodnota jednoho antalu činila 73,33 l a rovnal se 11/8 bratislavského vědra. Dvojnásobný objem se pak nazýval velký tokajský sud.

## B

### Bongkal
Bongkal je stará jednotka hmotnosti  používaná v Indonésii.
Její velikost činila přibližně 49,17 g.